# Psychotria lucidula
Psychotria lucidula är en måreväxtart som beskrevs av John Gilbert Baker. Psychotria lucidula ingår i släktet Psychotria och familjen måreväxter. Inga underarter finns listade i Catalogue of Life.